# الزاره
الزارة یک منطقهٔ مسکونی در سوریه است که در حمص واقع شده‌است.

## خصوصیات
الزارة ۴٬۳۳۶ نفر جمعیت دارد.